# Hit Mania Spring 2015
Hit Mania Spring 2015 è una compilation di artisti vari facente parte della serie Hit Mania.
La raccolta è disponibile in due versioni, ovvero quella da 2 CD e quella da 4 CD.

## Tracce
1. Kygo feat. Conrad - Firestone
2. Omi - Cheerleader (Felix Jaehn Remix)
3. Feder feat. Lyse - Goodbye
4. Gregory Porter - Liquid Spirit (Claptone Remix)
5. Lost Frequencies - Are You With Me
6. Klingande feat. Broken Back - Riva (Restart The Game)
7. Alex Adair - Make Me Feel Better
8. Bob Sinclar feat. Dawn Tallman - Feel The Vibe
9. Martin Solveig - Intoxicated
10. Michael Calfan - Treasured Soul
11. Federico Scavo - Parole Parole
12. Deorro feat. Dycy & Adrian Delgado - Perdóname
13. Andybwez - Can Feel It
14. Sergio Dn feat. Khristeen - Can You Feel
15. Carino - T-Loco
16. DJ Simon Weeks - I Can Feel You
17. Deejay Trajan feat. Otilia - Preciosa
18. Deejay Trajan feat. Otilia - Rockear
19. Chris Thrace - Lullaby
20. DJ Save feat. Trendy Boy - Night Club
21. Meghan Trainor - Lips Are Movin
22. Sam Smith - Like I Can
23. Maroon 5 - Sugar
24. Sia - Elastic Heart